# ГЕС Вікторія
ГЕС Вікторія — станом на середину 2010-х років найбільша за потужністю гідроелектростанція у Шрі-Ланці. Знаходячись між ГЕС Котмале та ГЕС Ранденігала, входить до складу каскаду у сточищі найбільшої річки країни Махавелі (впадає до Бенгальської затоки на східному узбережжі острова біля Тринкомалі). При цьому після ГЕС Котмале також здійснюється відбір ресурсу для роботи дериваційної ГЕС Уквела (40 МВт), через яку вода потрапляє до іригаційної системи Полголла.
У межах проєкту Махавелі перекрили бетонною арковою греблею висотою 122 метри, довжиною 520 метрів та товщиною від 6 (по гребеню) до 25 (по основі) метрів. Вона утримує водосховище з площею поверхні 22,7 км2 та об'ємом 722 млн м3 (корисний об'єм 688 млн м3), в якому припустиме коливання рівня в операційному режимі між позначками 370 та 438 метрів НРМ.
Зі сховища через правобережний масив прокладено дериваційний тунель довжиною 5,6 км з діаметром 6,2 метра. Він сполучений із запобіжним балансувальним резервуаром висотою 116 метри з діаметром 21 метр та переходить у напірний водовід довжиною 0,2 км з діаметром 3 метри.
Споруджений на правому березі Махавелі машинний зал обладнали трьома турбінами типу Френсіс потужністю по 72 МВт, які працюють при номінальному напорі у 190 метрів (максимальний напір до 208 метрів). Це обладнання повинне забезпечувати виробництво 686 млн кВт·год електроенергії на рік.